# Cross & Ellis
Cross & Ellis (auch: C & E) war ein britisches Karosseriebauunternehmen, das in der ersten Hälfte des 20. Jahrhunderts Aufbauten für Automobile fertigte. Das Unternehmen war einer der zahlreichen Zulieferbetriebe, die im Auftrag von Serienherstellern mehr oder weniger standardisierte Karosserien herstellten. Cross & Ellis hatte eine enge geschäftliche Beziehung zu Alvis Cars, deren bevorzugter Karosseriehersteller das Unternehmen zeitweise war.

## Unternehmensgeschichte

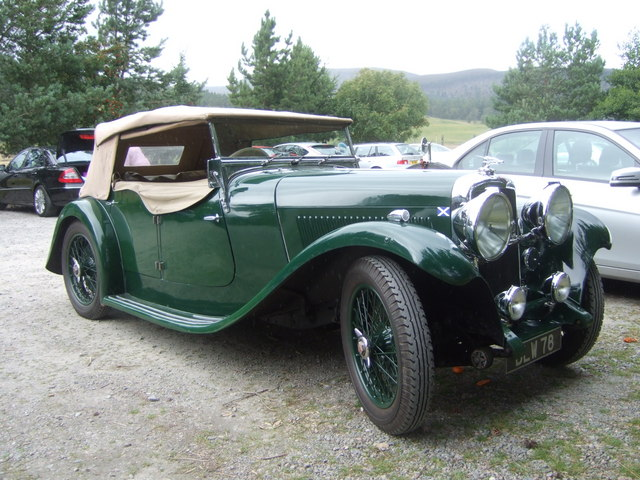
Alvis Firebird mit Tourer-Aufbau von Cross & Ellis

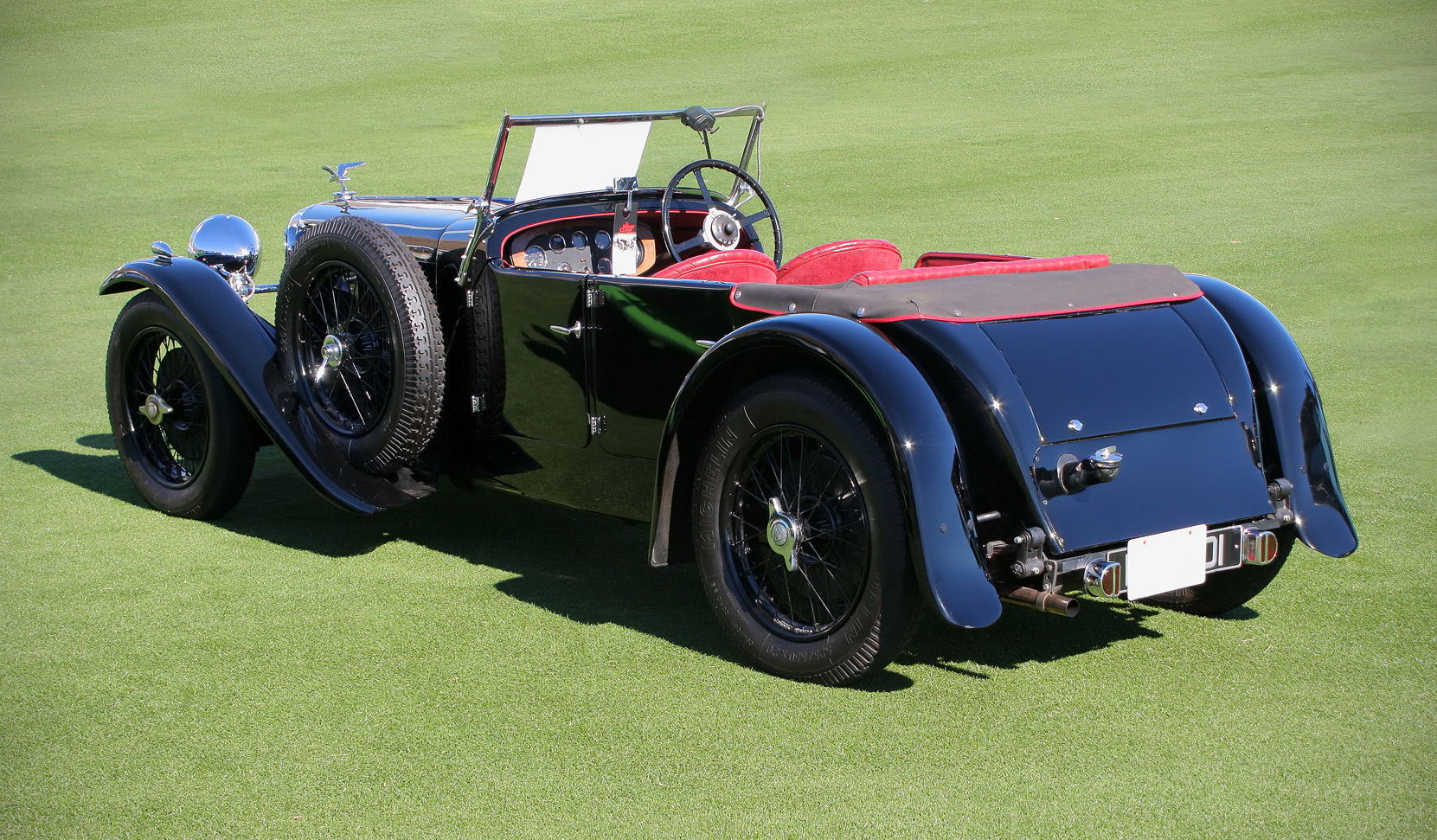
Alvis Speed 20A mit Sportwagen-Aufbau von Cross & Ellis

Cross & Ellis wurde 1919 von Alf Ellis und Harry Cross gegründet. Beide hatten zuvor bei der Daimler Motor Company gearbeitet. Ihr gemeinsames Unternehmen war in der mittelenglischen Industriestadt Coventry ansässig.
In den ersten Jahren fertigte Cross & Ellis Beiwagen für Motorräder, aber auch Pferdefuhrwerke. 1921 erhielt Cross & Ellis den ersten Auftrag von Alvis. Er war darauf gerichtet, standardisierte Tourer-Aufbauten für den Alvis 10/30 herzustellen. Die Beziehung setzte sich bei dem 1923 vorgestellten Nachfolger 12/50 fort. 1924 wurde Alvis nach jahrelanger finanzieller Unterdeckung zahlungsunfähig. Ein Insolvenzverwalter rettete das Unternehmen zwar, allerdings mussten die Gläubiger auf einen Großteil ihrer Forderungen verzichten. Das betraf auch die Cross & Ellis Ltd., die zu diesem Zeitpunkt der größte Einzelgläubiger von Alvis war. Cross & Ellis hielt danach die Geschäftsbeziehung zu Alvis aufrecht, nahm daneben aber auch Kontakte zu Lea-Francis auf, deren Fahrgestelle ab Mitte der 1920er-Jahre ebenfalls standardisierte Cross-&-Ellis-Karosserien erhielten. 1931 wurde auch Lea-Francis zahlungsunfähig; wiederum verlor Cross & Ellis einen Großteil seiner Forderungen gegen seinen Auftraggeber. In den folgenden Jahren suchte das Unternehmen neue Auftraggeber. Zu diesem Zweck präsentierte sich Cross & Ellis nunmehr regelmäßig mit eigenen Ständen bei britischen Automobilausstellungen. Seit Mitte der 1930er-Jahre entstanden so Aufbauten für Mittelklasse-Chassis von Hillman, Humber, Triumph, Vauxhall und Wolseley. Neben den standardisierten Karosserien produzierte Cross & Ellis regelmäßig auch individuelle Aufbauten, die auf die Wünsche der jeweiligen Kunden abgestimmt waren.
Cross & Ellis stand in Konkurrenz zu bis zu 20 anderen Karosseriebauunternehmen bzw. Zulieferern, die in der Region um Coventry ansässig waren. Das machte sich in einem harten Preiskampf bemerkbar. Ende der 1920er-Jahre berechnete das Unternehmen für eine komplette Alvis-Karosserie lediglich 120 £. Der anhaltende Kostendruck führte dazu, dass Cross & Ellis Ende der 1930er-Jahre nicht mehr profitabel arbeiten konnte. 
1938 wurde das Unternehmen zahlungsunfähig. Im gleichen Jahr wurde es insolvenzbedingt aufgelöst. Die Räumlichkeiten übernahm der neu gegründete Karosseriehersteller AP Metalcraft, der bis in die 1950er-Jahre als Zulieferer für Alvis tätig war.